# 쌍권도
"쌍권도"는 한국에서 제작된 나기 감독의 1973년 영화이다. 모로 등이 주연으로 출연하였고 신태선 등이 제작에 참여하였다.

## 출연
- 모로
- 진봉진
- 김필순